# Comuni della Svizzera
I comuni, municipalità, a volte detti anche comunità (in tedesco Gemeinden, in francese communes e in romancio vischnanca) sono il più basso livello amministrativo in Svizzera, dove se ne contano (al 1º gennaio 2023) 2136.
Ogni cantone decide le responsabilità dei comuni. Queste possono includere la fornitura di servizi pubblici locali come istruzione, assistenza medica e sociale, trasporti pubblici e riscossione delle tasse. Il grado di centralizzazione dipende da un cantone all'altro.

## Istituzioni
I comuni sono generalmente governati da un municipio o consiglio guidato da un sindaco (potere esecutivo) e dall'assemblea generale di tutti i residenti svizzeri adulti (potere legislativo). Molti cantoni lasciano ai municipi più grandi la possibilità di optare per un parlamento cittadino.

## Cittadinanza
La cittadinanza svizzera si basa sulla cittadinanza di un comune. Ogni cittadino svizzero è per prima cosa cittadino di un comune (diritto di cittadinanza comunale o di origine) e di un cantone (diritto di cittadinanza cantonale o indigenato). Il diritto di cittadinanza si trasmette di padre in figlio, indipendentemente dal luogo di nascita o di residenza. È però possibile acquisire il diritto di cittadinanza di un altro comune, per mezzo di una tassa che varia a seconda del comune (naturalizzazione comunale).

## Finanziamento
I comuni si finanziano attraverso la tassazione diretta (ad esempio la tassa sul reddito), con tassi che variano all'interno di un intervallo stabilito dal cantone.
Molti comuni stanno avendo difficoltà a mantenere le strutture necessarie a fornire i servizi pubblici che gli vengono richiesti. Nel tentativo di ridurre le spese, molti comuni si stanno unendo (tramite fusione o creazione di distretti specifici). Questa ristrutturazione viene solitamente incoraggiata dai governi cantonali e il tasso di queste unioni è in aumento.

## Comuni "speciali"
Le "Città" (villes o Städte) sono le municipalità con più di 10 000 abitanti, o luoghi più piccoli che ottennero i diritti cittadini in epoca medioevale.
In certi cantoni, è possibile trovare dei comuni specifici sullo stesso territorio dei comuni politici (Einwohnergemeinde o politische Gemeinde). Tra i vari comuni specifici citiamo:
- il comune borghese, o borghesia, istituzione all'interno della quale solo le persone originarie del comune hanno il diritto di voto e non l'insieme degli abitanti (anche corporazioni);
- il comune ecclesiastico (divisione territoriale di una Chiesa che dispone di uno statuto di diritto pubblico);
- il comune scolastico, che si occupa delle scuole di un dato territorio.

## Popolazione
111 comuni con più di 10 000 abitanti hanno l'appellativo di "città".
| Popolazione   | Comuni (%)    |
| ------------- | ------------- |
| >20 000       | 30 (1,1%)     |
| 10 000-19 999 | 89 (3,2%)     |
| 5 000-9 999   | 180 (6,6%)    |
| 1 000-4 999   | 1 025 (37,4%) |
| 500-999       | 555 (20,3%)   |
| <500          | 861 (31,4%)   |
| Totale        | 2 740 (100%)  |

### Numero di comuni
| Anno   | 2024  | 2023  | 2022  | 2021  | 2020  | 2019  | 2018  | 2017  | 2016  | 2015  | 2014  | 2013  | 2012  | 2011  | 2010  | 2009  | 2008  | 2007  | 2006  | 2005  | 2004  |
| ------ | ----- | ----- | ----- | ----- | ----- | ----- | ----- | ----- | ----- | ----- | ----- | ----- | ----- | ----- | ----- | ----- | ----- | ----- | ----- | ----- | ----- |
| Comuni | 2 131 | 2 136 | 2 148 | 2 172 | 2 202 | 2 212 | 2 222 | 2 255 | 2 294 | 2 324 | 2 352 | 2 408 | 2 495 | 2 551 | 2 596 | 2 636 | 2 715 | 2 721 | 2 740 | 2 763 | 2 815 |

| Anno   | 2003  | 2002  | 2001  | 2000  | 1999  | 1998  | 1997  | 1996  | 1995  | 1994  | 1993  | 1992  | 1991  | 1990  | 1985  | 1980  | 1975  | 1970  | 1965  | 1960  |
| ------ | ----- | ----- | ----- | ----- | ----- | ----- | ----- | ----- | ----- | ----- | ----- | ----- | ----- | ----- | ----- | ----- | ----- | ----- | ----- | ----- |
| Comuni | 2 842 | 2 865 | 2 880 | 2 899 | 2 903 | 2 915 | 2 929 | 2 940 | 2 975 | 3 013 | 3 015 | 3 017 | 3 018 | 3 021 | 3 022 | 3 029 | 3 050 | 3 074 | 3 085 | 3 095 |

### Comuni per popolazione
| Rank | Città             | Cantone       | Popolazione |
| ---- | ----------------- | ------------- | ----------- |
| 1.   | Zurigo            | Zurigo        | 427 721     |
| 2.   | Ginevra           | Ginevra       | 203 840     |
| 3.   | Basilea           | Basilea Città | 173 552     |
| 4.   | Losanna           | Vaud          | 141 418     |
| 5.   | Berna             | Berna         | 134 506     |
| 6.   | Winterthur        | Zurigo        | 116 906     |
| 7.   | Lucerna           | Lucerna       | 83 840      |
| 8.   | San Gallo         | San Gallo     | 76 931      |
| 9.   | Lugano            | Ticino        | 62 464      |
| 10.  | Bienne            | Berna         | 55 070      |
| 11.  | Neuchâtel         | Neuchâtel     | 44 597      |
| 12.  | Bellinzona        | Ticino        | 44 270      |
| 13.  | Thun              | Berna         | 43 670      |
| 14.  | Köniz             | Berna         | 42 409      |
| 15.  | Coira             | Grigioni      | 38 129      |
| 16.  | Sciaffusa         | Sciaffusa     | 37 713      |
| 17.  | Friburgo          | Friburgo      | 37 653      |
| 18.  | La Chaux-de-Fonds | Neuchâtel     | 36 527      |
| 19.  | Uster             | Zurigo        | 35 748      |
| 20.  | Sion              | Vallese       | 35 650      |

| Rank | Comune                      | Cantone  | Popolazione |
| ---- | --------------------------- | -------- | ----------- |
| 1.   | Kammersrohr                 | Soletta  | 29          |
| 2.   | Schelten                    | Berna    | 32          |
| 3.   | Cerentino                   | Ticino   | 36          |
| 4.   | Rebévelier                  | Berna    | 40          |
| 5.   | Bister                      | Vallese  | 41          |
| 6.   | Linescio                    | Ticino   | 42          |
| 7.   | Berken                      | Berna    | 47          |
| 8.   | Campo                       | Ticino   | 49          |
| 9.   | Bosco Gurin                 | Ticino   | 53          |
| 10.  | Meienried                   | Berna    | 56          |
| 11.  | Rongellen                   | Grigioni | 59          |
| 12.  | Mauraz                      | Vaud     | 65          |
| 13.  | Villarsel-sur-Marly         | Friburgo | 68          |
| 14.  | Seehof                      | Berna    | 71          |
| 15.  | Ferrera                     | Grigioni | 73          |
| 15.  | Zwischbergen                | Vallese  | 73          |
| 17.  | Rumendingen                 | Berna    | 78          |
| 19.  | Buseno                      | Grigioni | 83          |
| 19.  | Riemenstalden               | Svitto   | 84          |
| 20.  | Deisswil bei Münchenbuchsee | Berna    | 88          |
| 20.  | Saxeten                     | Berna    | 88          |

## Comuni per superficie
| Posizione | Comune     | Superficie | Distretto                   | Cantone  |
| --------- | ---------- | ---------- | --------------------------- | -------- |
| 1º        | Scuol      | 438,63 km² | Engiadina Bassa/Val Müstair | Grigioni |
| ultimo    | Gottlieben | 0,32 km²   | Kreuzlingen                 | Turgovia |
| ultimo    | Rivaz      | 0,32 km²   | Lavaux-Oron                 | Vaud     |

## Comuni per altitudine (altezza massima e minima territorio comunale)
Con l'altidudine si intende il punto più o meno culminante del comune e quindi il punto più alto e il punto più basso della Svizzera.
| Posizione          | Comune             | Altitudine    | Distretto | Cantone |
| ------------------ | ------------------ | ------------- | --------- | ------- |
| Massima altitudine | Zermatt            | 4634 m s.l.m. | Visp      | Vallese |
| Minima altitudine  | Ascona             | 193 m s.l.m.  | Locarno   | Ticino  |
| Minima altitudine  | Brissago           | 193 m s.l.m.  | Locarno   | Ticino  |
| Minima altitudine  | Gambarogno         | 193 m s.l.m.  | Locarno   | Ticino  |
| Minima altitudine  | Gordola            | 193 m s.l.m.  | Locarno   | Ticino  |
| Minima altitudine  | Locarno            | 193 m s.l.m.  | Locarno   | Ticino  |
| Minima altitudine  | Minusio            | 193 m s.l.m.  | Locarno   | Ticino  |
| Minima altitudine  | Muralto            | 193 m s.l.m.  | Locarno   | Ticino  |
| Minima altitudine  | Ronco sopra Ascona | 193 m s.l.m.  | Locarno   | Ticino  |
| Minima altitudine  | Tenero-Contra      | 193 m s.l.m.  | Locarno   | Ticino  |

## Estremità geografiche
| Posizione | Comune      | Coordinate    | Distretto                   | Cantone   |
| --------- | ----------- | ------------- | --------------------------- | --------- |
| NORD      | Bargen      | 47° 47' 00" N | nessuno                     | Sciaffusa |
| SUD       | Chiasso     | 45° 50' 00" N | Mendrisio                   | Ticino    |
| OVEST     | Chancy      | 5° 58′ 00″ E  | nessuno                     | Ginevra   |
| EST       | Val Müstair | 10° 27′ 00" E | Engiadina Bassa/Val Müstair | Grigioni  |

## Lista
- Argovia: Einwohnergemeinden
- Appenzello Interno: Bezirke
- Appenzello Esterno: Einwohnergemeinden
- Basilea Città: Einwohnergemeinden
- Basilea Campagna: Einwohnergemeinden
- Berna: Einwohnergemeinden o communes municipales
- Friburgo: communes o Gemeinden
- Ginevra: communes
- Glarona: Ortsgemeinden
- Grigioni: politische Gemeinden,
Vischnancas politicas o comuni politici
- Giura: communes
- Lucerna: Einwohnergemeinden
- Neuchâtel: communes

- Nidvaldo: Gemeinden
- Obvaldo: Einwohnergemeinden
- Sciaffusa: Einwohnergemeinden
- Svitto: Gemeinden
- Soletta: Einwohnergemeinden
- San Gallo: Politische Gemeinden
- Turgovia: politische Gemeinden
- Ticino: comuni
- Uri: Einwohnergemeinde
- Vallese: communes municipales o
Einwohnergemeinden
- Vaud: communes
- Zugo: Einwohnergemeinde
- Zurigo: Politische Gemeinden